# Maria Benedicta Chigbolu
Maria Benedicta Chigbolu (* 27. Juli 1989 in Rom) ist eine italienische Leichtathletin, die sich auf den 400-Meter-Lauf spezialisiert hat. Ihre größten internationalen Erfolge erzielte sie als Mitglied der italienischen 4-mal-400-Meter-Staffel.

## Sportliche Laufbahn
Erste Erfahrungen bei internationalen Meisterschaften sammelte Maria Benedicta Chigbolu im Jahr 2013, als sie bei den Mittelmeerspielen im türkischen Mersin in 52,66 s die Silbermedaille über 400 Meter hinter ihrer Landsfrau Chiara Bazzoni errang und mit der italienischen 4-mal-400-Meter-Staffel in 3:32,44 min siegte. Mit der Staffel startete sie anschließend bei den Weltmeisterschaften in Moskau und verhalf dem Team zum Finaleinzug. Im Jahr darauf war sie auch Teil der Staffel bei den Europameisterschaften in Zürich und verhalf dem Team erneut zum Finaleinzug. 2015 schied sie bei den Halleneuropameisterschaften in Prag mit 54,17 s in der ersten Runde über 400 Meter aus. Anschließend wurde sie bei den IAAF World Relays auf den Bahamas in der Vorrunde mit der 4-mal-400-Meter-Staffel disqualifiziert. Im Sommer kam sie bei den Weltmeisterschaften in Peking mit 52,48 s in der Vorrunde über 400 Meter aus und auch mit der Staffel schied sie mit 3:27,07 min im Vorlauf aus. Im Jahr darauf erreichte sie bei den Europameisterschaften in Amsterdam das Halbfinale über 400 Meter und schied dort mit 52,69 s aus und mit der Staffel gewann sie in 3:27,49 min gemeinsam mit Maria Enrica Spacca, Chiara Bazzoni und Libania Grenot die Bronzemedaille hinter den Teams aus dem Vereinigten Königreich und Frankreich. Anschließend schied sie bei den Olympischen Sommerspielen in Rio de Janeiro mit 52,06 s in der ersten Runde über 400 Meter aus und belegte im Staffelbewerb mit 3:27,05 min im Finale den fünften Platz.
2017 erreichte sie bei den Halleneuropameisterschaften in Belgrad mit 3:32,87 min den vierten Platz in der 4-mal-400-Meter-Staffel. Anfang August schied sie bei den Weltmeisterschaften in London mit 53,00 s erneut in der Vorrunde aus und verpasste im Staffelbewerb mit 3:27,81 min den Finaleinzug. Im Jahr darauf gewann sie bei den Mittelmeerspielen in Tarragona in 52,14 s die Bronzemedaille über 400 m hinter der Zyprerin Eleni Artymata und ihrer Landsfrau Libania Grenot und mit der Staffel verteidigte sie mit 3:28,08 min ihren Titel und stellte mit dieser Zeit einen neuen Spielerekord auf. Anschließend schied sie bei den Europameisterschaften in Berlin mit 52,26 s im Halbfinale über 400 m aus und belegte mit der Staffel in 3:28,62 min den fünften Platz. Bei den IAAF World Relays 2019 in Yokohama wurde sie in 3:27,74 min gemeinsam mit Ayomide Folorunso, Giancarla Trevisan und Raphaela Lukudo Dritte in der 4-mal-400-Meter-Staffel hinter den Teams aus Polen und den Vereinigten Staaten. Ende September schied sie bei den Weltmeisterschaften in Doha mit 52,63 s in der ersten Runde über 400 m aus und verpasste im Staffelbewerb mit 3:27,57 min den Finaleinzug. 2021 nahm sie mit der Staffel an den Olympischen Sommerspielen in Tokio teil und kam dort mit 3:27,74 min nicht über den Vorlauf hinaus.
2017 wurde Chigbolu italienische Meisterin im 400-Meter-Lauf sowie von 2011 bis 2016 sowie 2018 und 2020 in der 4-mal-400-Meter-Staffel. Zudem wurde sie 2015 Hallenmeisterin in der 4-mal-200-Meter-Staffel und 2020 in der 4-mal-400-Meter-Staffel.

## Persönliche Bestleistungen
- 200 Meter: 23,37 s (+1,9 m/s), 24. Juni 2018 in Modena
  - 200 Meter (Halle): 24,24 s, 29. Januar 2017 in Ancona
- 400 Meter: 51,67 s, 5. Juli 2015 in La Chaux-de-Fonds
  - 400 Meter (Halle): 53,84 s, 14. Februar 2015 in Wien